# Rafael Millán Picazo
Rafael Millán Picazo (Algesires, 24 de setembre de 1893 — Madrid, 8 de març de 1957) va ser músic, autor de nombroses sarsueles.

## Vida i obra
Iniciat a la música per son pare, músic a una banda militar, va començar a destacar com a violinista. El 1914 va anar a estudiar a Madrid, on va entrar a l'orquestra del Teatro de la Zarzuela. Sota la guia de Pablo Luna, va començar a compondre sarsueles, adquirint fama com a compositor: el seu catàleg té 43 sarsueles. També va compondre obres simfòniques, corals i per a banda.
La seva primera obra escènica va ser El príncipe bohemio (1914), on introdueix elements de l'opereta vienesa (especialment va influir-li la música de Franz Lehár), com havia començat a fer Pablo Luna amb Molinos de viento (1910). Després d'estrenar El preceptor de su Alteza (1916) i altres obres similars, va traslladar-se a Barcelona.
Establert allí, al Teatre Tívoli, va estrenar La Dogaresa (1920), obra amb la qual obté el seu major èxit, tot allunyant-se del model de Luna. Fa servir un excel·lent ús de l'orquestra i del cor, donant a les seves peces un caire operístic de gran efecte, especialment en les escenes de conjunt. El pájaro azul (1921), Los buscadores de oro (1922), El dictador (1923), La gaviota (1924) i La severa (també coneguda com La morería) (1925), totes estrenades a Barcelona, consolidaren el seu èxit, que després es repetia a altres ciutats.
El 1925 va començar a desenvolupar una malaltia cerebral que li anà provocant una paràlisi progressiva, que el va portar a ser hospitalitzat de manera permanent. Quan el 1928 s'estrena La severa a Madrid, és revisada (i el títol és canviat pel de La morería), però aquesta tasca ja l'ha de fer un altre, Francisco Alonso. Cap al final de la seva vida, té una considerable millora que li permet de reprendre la composició: El tesoro de Golconda (1952), composta per a ésser estrenada a la seva estimada Barcelona, serà l'única obra d'aquesta etapa. Morí a Madrid el 1957.
Des dels inicis, es va fer notar la qualitat orquestral i compositiva de l'obra de Millán, i va tenir una certa influència sobre altres autors contemporanis. Potser no té una personalitat tan acusada com Pablo Sorozábal, o una facilitat melòdica com la de Josep Serrano o Pablo Luna, però la força dramàtica i l'orquestració de La dogaresa, El pájaro azul o El dictador són inqüestionables i les situen entre les millors sarsueles del segle xx.
La seva ciutat nadiua, Algesires, ha donat el seu nom al carrer principal del barri de la "Cuesta del Rayo" i a un auditori (propietat del Port d'Algesires).

## Algunes sarsueles estrenades per Millán
En negreta, les més reconegudes.
- 1914 El príncipe bohemio, llibret de M. Merino i M. G. de Lara (Madrid, Teatro de la Zarzuela, 30/X)
- 1915 El chico de Las Peñuelas, llibret de Carlos Arniches (Madrid, Teatro Apolo, 12/V)
- 1915 La famosa, llibret de L. N. Serrano (Madrid, Teatro Novedades, 8/X)
- 1915 La escuela de Venus, El genio de León, La mala tarde, Una mujer indecisa
- 1916 Los piratas, llibret de M. Garrido (Madrid, Teatro Novedades, 22/IV)
- 1916 El preceptor de su Alteza, llibret de G. Conde i A. Paso (Madrid, Teatro Apolo, 17/VI)
- 1916 Las alegres chicas de Berlín, llibret de Miguel Merino i Federico Avecilla (Madrid, Teatro de la Zarzuela); El pan nuestro
- 1917 La paciencia de Job
- 1918 Los amos del mundo, llibret d'Antonio González Rendón (Madrid, Teatro Cómico); La rosa de Kioto
- [sense data] Glorias del pueblo, Maldición gitana, El triunfo de Arlequín
- 1919 El elefante blanco, llibret de Manuel González de Lara i Ramón Díaz Miret (Madrid, Teatro del Centro, 11-6)
- 1920 Blanco y negro, llibret d'Antonio López Monís i Ramón Peña (Madrid, Teatro del Centro 3-3); El telón de anuncios, llibret de Joaquín Montero i Josep Amich Bert (Teatre Victòria (Barcelona))
- 1920 La dogaresa, llibret d'Antonio López Monís (Barcelona Teatre Tívoli, 17/IX)
- 1921 El pájaro azul, llibret d'A. López Monís (Barcelona Teatre Tívoli, 5/III) amb Matias Ferret i Parera de figura estel·lar.
- 1922 Los buscadores de oro, llibret d'Aurelio García Rendón (Barcelona, Tívoli)
- 1923 El dictador, llibret de Federico Romero i Guillermo Fernández-Shaw (Barcelona, Teatre Apolo, 17/XI)
- 1923 El bello Don Diego, llibret de José Tellaeche (Madrid, Teatro Cómico)
- 1924 La gaviota, "zarzuela española de ambiente catalán en 2 actos", llibret de Josep Amich i Bert i Armando Oliveros Millán (Teatre Nou (Avinguda del Paral·lel) (Barcelona))
- 1925 La severa, llibret de F. Romero i G. Fernández Shaw (Barcelona, Teatre Tívoli)
- 1925 La tía Javiera, Tutankamen, les dues amb llibret de Joaquín Dicenta Alonso
- 1928 La morería (revisió de La severa, amb la col·laboració de Francisco Alonso) (Madrid, Teatro de la Latina, 20/IV)
- 1952 El tesoro de Golconda (Teatre Victòria (Barcelona))